# Piedipartino
Piedipartino es una comuna   y población de Francia, en la región de Córcega, departamento de Alta Córcega.
Su población en el censo de 1999 era de 19 habitantes.

## Demografía
| 20 | 36 | 27 | 9 | 12 | 19 |
| Para los censos de 1962 a 1999 la población legal corresponde a la población sin duplicidades (Fuente: INSEE [Consultar]) |    |    |   |    |    |